# Over Load
Singles de Mika Nakashima
Orion
(2008) Candy Girl
(2009)
Over Load est le 28e single de Mika Nakashima sorti sous le label Sony Music Associated Records le 13 mai 2009 au Japon. Il atteint la 8e place du classement de l'Oricon. Il se vend à 16 257 exemplaires la première semaine, et il reste 7 semaines dans le classement pour un total de 26 282 exemplaires vendus.
Over Load a été utilisé dans une campagne publicitaire pour Lipton Limone. Les 2 chansons se trouvent sur l'album STAR.

## Liste des titres
Toutes les paroles sont écrites par Mika Nakashima.
| 1. | Over Load                           | Kosuke Morimoto  | 4:43 |
| 2. | No Answer                           | Kenichi Takemoto | 4:16 |
| 3. | Over Load (Hidefumi Kenmochi Remix) | Kosuke Morimoto  | 5:47 |
| 4. | Over Load (Instrumental)            | Kosuke Morimoto  | 4:43 |
| 5. | No Answer (Instrumental)            | Kenichi Takemoto | 4:13 |

## Interprétations à la télévision
- Music Station (15 mai 2009)
- Music Fighter (15 mai 2009)
- CDTV (16 mai 2009)
- Utaban (17 mai 2009)